# Jan Tyranowski

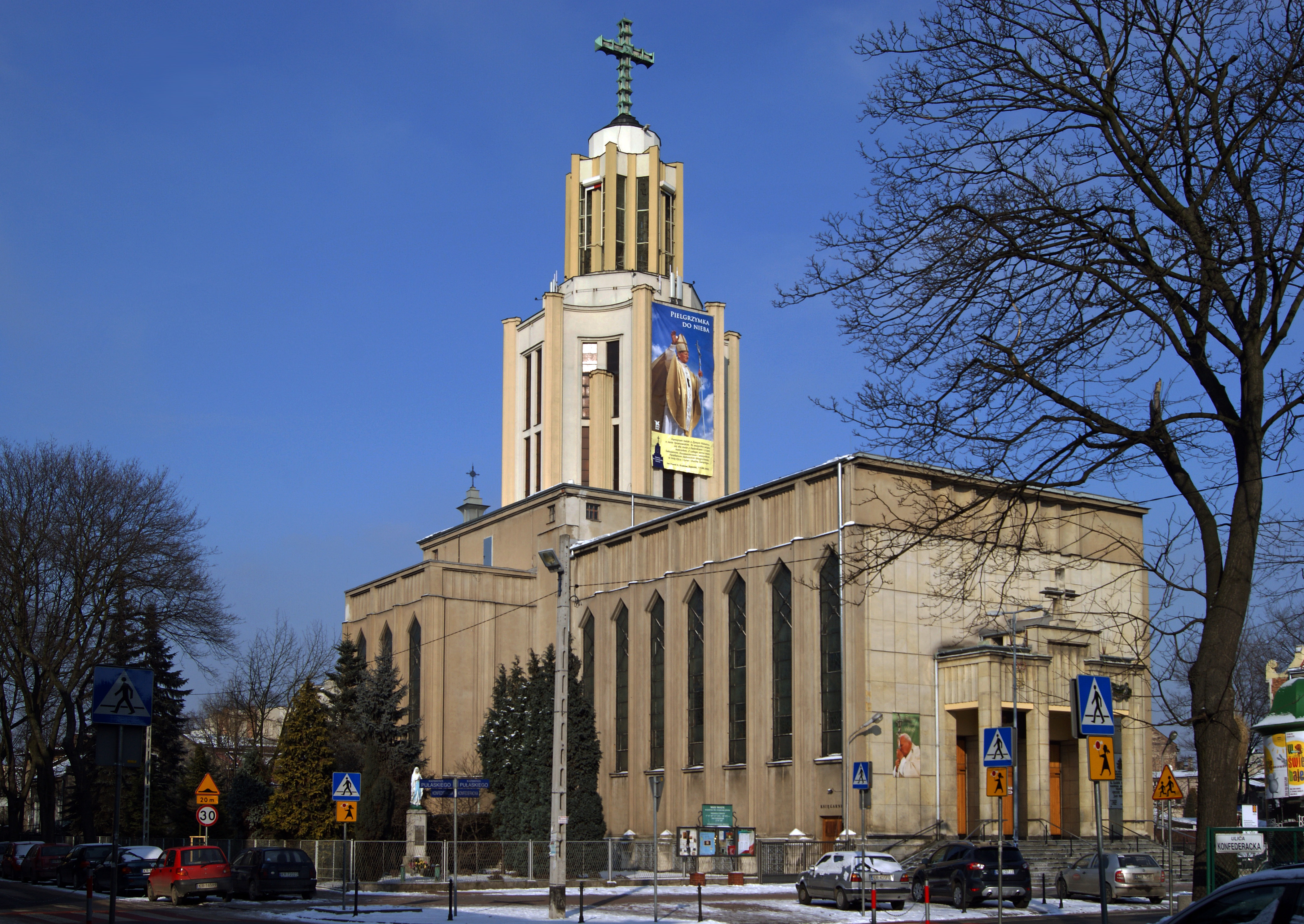
Parroquia San Estanislao Kostka de Debniki-Cracovia, donde hoy descansan sus restos.

Jan Tyranowski (9 de febrero de 1901 - 15 de marzo de 1947) fue un  laico católico polaco. Era de ocupación sastre. Estudió la espiritualidad de Adolphe Tanquerey y a los místicos carmelitas san Juan de la Cruz y santa Teresa de Ávila. Introdujo a su amigo y futuro papa san Juan Pablo II en los escritos de estos carmelitas y en la teología de san Luis Maria Grignion de Montfort.

## Biografía
Nació en Cracovia en 1901, su padre era de oficio sastre, pero Jan decidió ser contador, producto de una enfermedad producida por estrés, se decidió dedicar a la ocupación de su padre dejando la contabilidad en 1930 y comenzó a trabajar en casa, fue este tiempo en que se unió a la Acción Católica, en 1935 luego de una homilía de un sacerdote salesiano decide profundizar en su vida espiritual, se guio por el libro "Teología ascética y mística" de Adolphe Tanquerey y luego de los teólogos místicos carmelitanos San Juan de la Cruz y Santa Teresa de Ávila, Jan no pudo ser sacerdote o monje debido a que debía cuidar de su madre, llevando así una especie de vida contemplativa laica. 
Luego de la Invasión de Polonia, en la parroquia San Estanislao Kotska fueron arrestados 11 personas y murieron en campos de concentración, incluido el párroco Jan Swierc, la cual quedó con sólo dos sacerdote ancianos a cargo, a Jan se le pidió hacerse cargo de la juventud masculina de la parroquia, entre los jóvenes que participaron se encontraba Karol Wojtyła ( futuro papa Juan Pablo II) el cual sería de gran influencia en su vocación religiosa.
Profundamente afectado por la tuberculosis no pudo asistir a la ordenación de Karol Wojtyła, en noviembre de 1946, falleció de la misma enfermedad el 15 de marzo de 1947. Sus restos se encuentran sepultados en la parroquia San Estanislao Kostka de Cracovia-Debniki.
Gracias a su influencia, el futuro papa san Juan Pablo II realizó su tesis doctoral sobre san Juan de la Cruz, finalizada en 1948.

## Proceso de canonización
El proceso de canonización comenzó en 1997, con la fase diocesana, la curia de la Arquidiócesis de Cracovia comenzó la investigación que terminó el 2000, en el año 2001 se concedió validez canónica de la investigación diocesana sobre su heroicidad de virtudes y el 21 de enero de 2017 el papa Francisco firma el decreto que reconoce sus virtudes heroícas y es considerado venerable.

## En el cine
Jan Tyranowski aparece como personaje secundario en la película sobre la vida Juan Pablo II, conocida como Karol: Un hombre que se hizo Papa, en ella le enseña a no temer al mal, porque el mal se autodestruye, introduciéndolo a la lectura de San Juan de la Cruz. Después en la película, cuando Karol enseña en la universidad lo menciona como el hombre más sabio que había conocido.
| Año  | Película                          | Director         | Actor          |
| ---- | --------------------------------- | ---------------- | -------------- |
| 2005 | Karol: Un hombre que se hizo Papa | Giacomo Battiato | Piotr Różański |